# Union des tramways

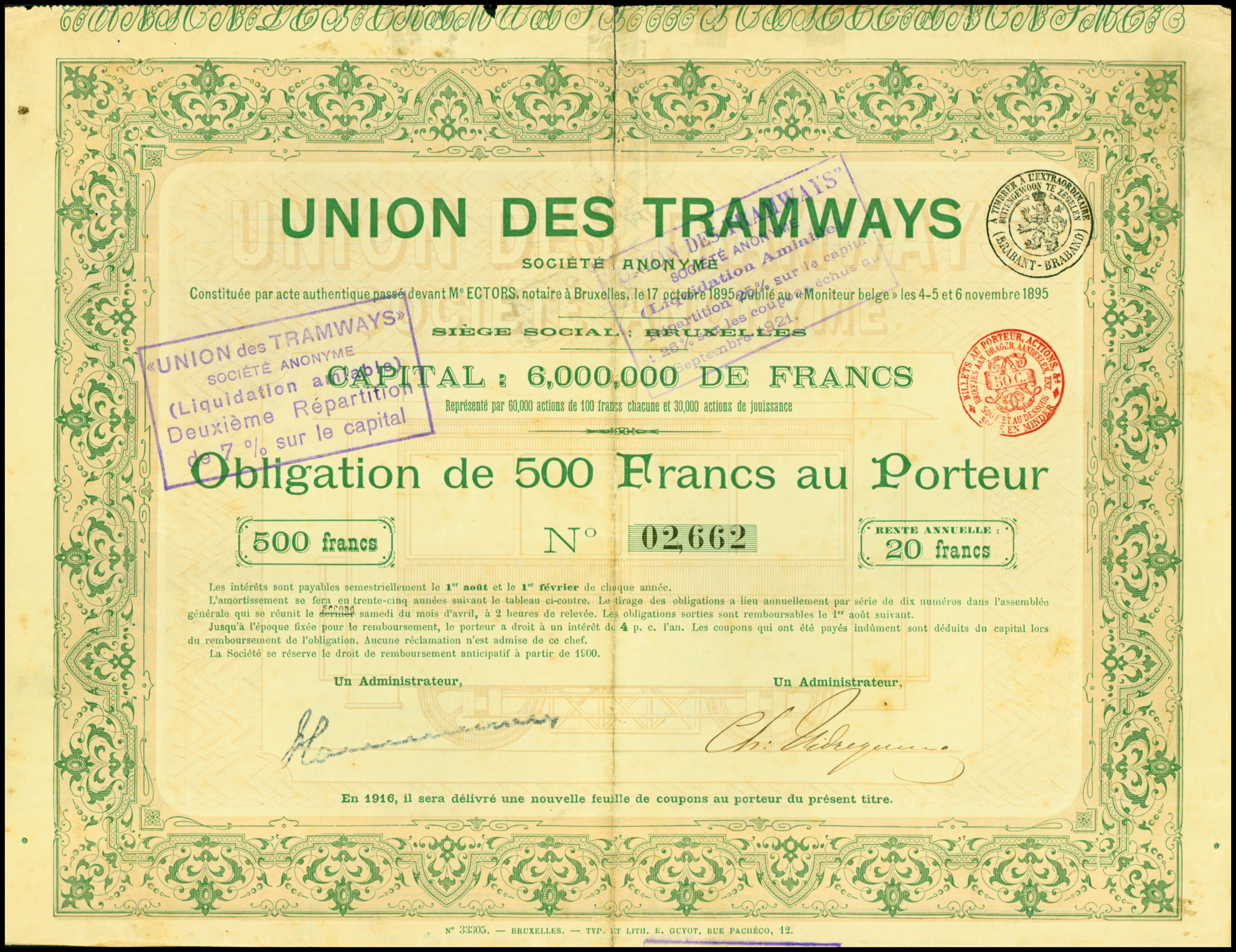
Obligation de l'Union des Tramways S. A. en date du 6 novembre 1895

L'Union des tramways est un holding belge créée en 1895 à Bruxelles  par messieurs Edouard Otlet et Henri Samuel. Son objectif est la construction et l'exploitation de chemins de fer et tramways en Belgique et à l'étranger.
En 1905 est créée une filiale à Bruxelles Le Central Electrique du Nord.
L'Union des tramways contrôle en 1907, le chemin de fer Nord Est de l'Espagne, en 1913  les Chemins de fer et tramways électriques des Basses-Pyrénées et des Pays basques, et le chemin de fer de Madrid à Almorox.